# وبر (یکا)

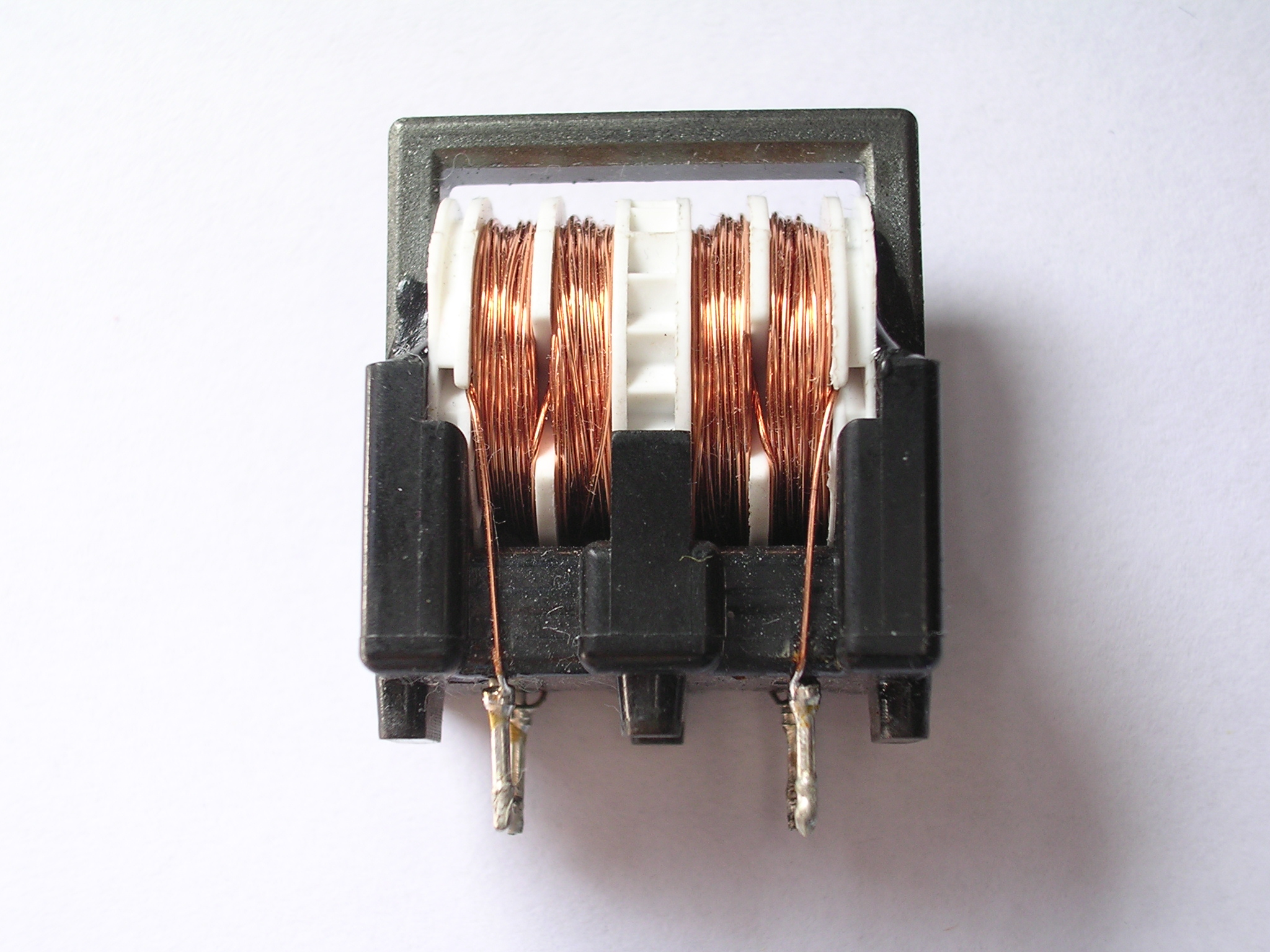
تصویری از یک سیم لوله

در فیزیک، وِبِر (به انگلیسی: weber) (نماد: Wb) یکای شار مغناطیسی است. 
این یکا به افتخار ویلهلم ادوارد وبر (۱۸۰۴ – ۱۸۹۱)، فیزیک‌دان آلمانی، نامیده شده‌است.
یک وبر، شار مغناطیسی است که با گذر از یک مدار تک‌دور (حلقه سیم)، یک ولت نیروی محرکه الکتریکی در آن تولید کند، طوری که در یک ثانیه، این شار، یکنواخت به صفر برسد.
ابعاد این یکا، {\displaystyle {\frac {{\mbox{kg}}\cdot {\mbox{m}}^{2}}{{\mbox{s}}^{2}\cdot {\mbox{A}}}}} است. البته می‌توان آن را برحسب ولت-ثانیه {\displaystyle ({\mbox{V}}\cdot {\mbox{s}})}، یا ژول بر آمپر {\displaystyle {\dfrac {\mbox{J}}{\mbox{A}}}} هم بیان کرد. وبر یکای بزرگی است؛ برای همین، به جای آن از ماکسول استفاده می‌کنند. هر وبر برابر با صدمیلیون ماکسول است. 
چگالی شارش، یا وبر بر متر مربع، یک تسلا است.